# Cédric Pioline
Cédric Adrien Pioline (ur. 15 czerwca 1969 w Neuilly-sur-Seine) – francuski tenisista, dwukrotny finalista turniejów wielkoszlemowych w grze pojedynczej, zdobywca Pucharu Davisa.

## Kariera tenisowa
Jako junior Pioline był finalistą mistrzostw Francji w 1987 roku. Dwa lata później rozpoczął karierę zawodową. Początkowo występował niemal wyłącznie w turniejach o randze ATP Challenger Tour, natomiast pierwszy półfinał w cyklu ATP World Tour osiągnął w 1990 roku. W sezonie 1991 po raz pierwszy awansował do czołowej pięćdziesiątki rankingu. W 1992 roku był w finale turnieju w Lyonie, w decydującym meczu ulegając Pete’owi Samprasowi.
W sezonie 1993 Pioline dotarł do pięciu finałów turniejowych. We wrześniu doszedł do finału wielkoszlemowego US Open, pokonując po drodze m.in. Matsa Wilandera, Andrija Medwediewa, ówczesnego lidera rankingu Jima Couriera. W półfinale pokonał w czterech setach Wally’ego Masura, by w finale zmierzyć się z Pete’em Samprasem; Pioline uległ Amerykaninowi 4:6, 4:6, 3:6. Udane występy w ciągu sezonu (także ćwierćfinał na Wimbledonie) dały mu awans do czołowej dziesiątki rankingu. W tym samym roku wygrał ponadto zawody gry podwójnej w Gstaad, partnerując Marcowi Rossetowi.
W 1994 roku Francuz uczestniczył w jednym finale ATP World Tour, a w 1995 roku ponownie doszedł do ćwierćfinału Wimbledonu, ponosząc porażkę z Borisem Beckerem.
W 1996 roku Pioline wygrał swój pierwszy singlowy turniej, w halowej imprezie w Kopenhadze pokonał w decydującym meczu Kennetha Carlsena. Osiągnął także kolejne dwa finały (także w hali), w Zagrzebiu i Marsylii.
W 1997 roku wygrał swój drugi turniej, tym razem na nawierzchni ziemnej, w Pradze pokonując w spotkaniu o tytuł Bohdana Ulihracha. W lipcu osiągnął finał wielkoszlemowy na Wimbledonie, eliminując m.in. Wayne’a Ferreirę, Bretta Stevena, Grega Rusedskiego i Michaela Sticha. W finale zmierzył się z Pete’em Samprasem i podobnie jak cztery lata wcześniej w Nowym Jorku Pioline przegrał w trzech setach – 4:6, 2:6, 4:6.
W 1998 roku był w finale w Monte Carlo, tym razem przegrywając z Carlosem Moyą. Na French Open awansował do półfinału, pokonując m.in. rozpoczynającego światową karierę Marata Safina i Richarda Krajicka. Pioline odpadł z imprezy wyeliminowany przez Àlexa Corretję.
W sezonie 1999 wygrał swój trzeci turniej, na kortach trawiastych w Nottingham, gdzie pokonał w finale Kevina Ullyeta. Był także po raz kolejny w ćwierćfinale Wimbledonu, gdzie przegrał z Timem Henmanem. Na US Open był w półfinale, po zwycięstwach z m.in. obrońcą tytułu Patrickiem Rafterem, Tommym Haasem, Gustavo Kuertenem. Pioline w meczu o uczestnictwo w finale nie sprostał Toddowi Martinowi.
W 2000 roku tenisista francuski wygrał swoje ostatnie turnieje, najpierw w Rotterdamie, a potem w Monte Carlo. Po triumfie w Monte Carlo awansował na najwyższą w karierze pozycję w rankingu – nr 5.
W 2002 roku, na zakończenie kariery, osiągnął finał deblowy w Paryżu w parze z Gustavo Kuertenem. Zawodnicy ponieśli porażkę z parą Nicolas Escudé-Fabrice Santoro.
W latach 1994–2002 Pioline reprezentował Francję w Pucharze Davisa. Miał znaczący udział w zdobyciu przez Francję tytułu w 1995 i 2001 roku. Bilans jego występów w drużynie narodowej wynosi 22 zwycięstwa i 14 porażek.
Po zakończeniu kariery zawodniczej w 2002 roku pozostał związany z tenisem, jako dyrektor turnieju halowego w Paryżu.

### Finały w turniejach ATP World Tour
| Nazwa                                                   |
| ------------------------------------------------------- |
| Wielki Szlem                                            |
| Igrzyska olimpijskie                                    |
| ATP Tour World Championships / Tennis Masters Cup       |
| ATP Masters Series                                      |
| ATP Championship Series / ATP International Series Gold |
| ATP World Series / ATP International Series             |

#### Gra pojedyncza (5–12)
| Końcowy wynik | Nr  | Data                 | Turniej            | Nawierzchnia    | Przeciwnik            | Wynik finału        |
| ------------- | --- | -------------------- | ------------------ | --------------- | --------------------- | ------------------- |
| Finalista     | 1.  | 25 października 1992 | Lyon               | Dywanowa (hala) | Pete Sampras          | 4:6, 2:6            |
| Finalista     | 2.  | 25 kwietnia 1993     | Monte Carlo        | Ceglana         | Sergi Bruguera        | 6:7(2), 0:6         |
| Finalista     | 3.  | 12 września 1993     | US Open, Nowy Jork | Twarda          | Pete Sampras          | 4:6, 4:6, 3:6       |
| Finalista     | 4.  | 10 października 1993 | Tuluza             | Twarda (hala)   | Arnaud Boetsch        | 6:7(5), 6:3, 3:6    |
| Finalista     | 5.  | 17 października 1993 | Bolzano            | Dywanowa (hala) | Jonathan Stark        | 3:6, 2:6            |
| Finalista     | 6.  | 24 października 1993 | Lyon               | Dywanowa (hala) | Pete Sampras          | 6:7(5), 6:1, 5:7    |
| Finalista     | 7.  | 28 sierpnia 1994     | Long Island        | Twarda          | Jewgienij Kafielnikow | 7:5, 1:6, 2:6       |
| Finalista     | 8.  | 4 lutego 1996        | Zagrzeb            | Dywanowa (hala) | Goran Ivanišević      | 6:3, 3:6, 2:6       |
| Finalista     | 9.  | 18 lutego 1996       | Marsylia           | Twarda (hala)   | Guy Forget            | 5:7, 4:6            |
| Zwycięzca     | 1.  | 17 marca 1996        | Kopenhaga          | Dywanowa (hala) | Kenneth Carlsen       | 6:2, 7:6(7)         |
| Zwycięzca     | 2.  | 4 maja 1997          | Praga              | Ceglana         | Bohdan Ulihrach       | 6:2, 5:7, 7:6(4)    |
| Finalista     | 10. | 6 lipca 1997         | Wimbledon, Londyn  | Trawiasta       | Pete Sampras          | 4:6, 2:6, 4:6       |
| Finalista     | 11. | 1 marca 1998         | Londyn             | Dywanowa (hala) | Jewgienij Kafielnikow | 5:7, 4:6            |
| Finalista     | 12. | 26 kwietnia 1998     | Monte Carlo        | Ceglana         | Carlos Moyá           | 3:6, 0:6, 5:7       |
| Zwycięzca     | 3.  | 20 czerwca 1999      | Nottingham         | Trawiasta       | Kevin Ullyett         | 6:3, 7:5            |
| Zwycięzca     | 4.  | 20 lutego 2000       | Rotterdam          | Twarda (hala)   | Tim Henman            | 6:7(3), 6:4, 7:6(4) |
| Zwycięzca     | 5.  | 23 kwietnia 2000     | Monte Carlo        | Ceglana         | Dominik Hrbatý        | 6:4, 7:6(3), 7:6(6) |

#### Gra podwójna (1–1)
| Końcowy wynik | Nr | Data             | Turniej | Nawierzchnia    | Partner         | Przeciwnicy                    | Wynik finału  |
| ------------- | -- | ---------------- | ------- | --------------- | --------------- | ------------------------------ | ------------- |
| Zwycięzca     | 1. | 11 lipca 1993    | Gstaad  | Ceglana         | Marc Rosset     | Hendrik Jan Davids Piet Norval | 6:3, 3:6, 7:6 |
| Finalista     | 1. | 3 listopada 2002 | Paryż   | Dywanowa (hala) | Gustavo Kuerten | Nicolas Escudé Fabrice Santoro | 3:6, 6:7(6)   |